# Moonlit Floor (Kiss Me)
Moonlit Floor (Kiss Me), conosciuto anche come Moonlit Floor, è un singolo della rapper thailandese Lisa, pubblicato il 4 ottobre 2024 come terzo estratto dal primo album in studio Alter Ego.

## Video musicale
Il video, ovvero la performance del brano, è stato reso disponibile il 9 ottobre 2024 sul canale YouTube della Lloud.

## Tracce
Testi e musiche di Jessie Reyez, Ryan Williamson e Matt Slocum.
Download digitale, streaming
1. Moonlit Floor (Kiss Me) – 2:35
2. Moonlit Floor (Kiss Me) (Live performance version) – 2:36
3. Moonlit Floor (Kiss Me) (Instrumental) – 2:35

Download digitale, streaming – Santa Baby remix
1. Moonlit Floor (Kiss Me) (Santa Baby remix) – 2:35

## Formazione
- Lisa – voce
- Rykez – produzione, basso, batteria, chitarra, tastiere, sintetizzatore
- Sarah Troy – cori di sottofondo
- Șerban Ghenea – missaggio
- Randy Merrill – mastering
- Bryce Bordone – assistenza all'ingegneria del suono
- Jelli Dorman – assistenza tecnica vocale
- Kuk Harrell – produzione vocale

## Classifiche

### Classifiche settimanali
| Classifica (2024-25) | Posizione massima |
| -------------------- | ----------------- |
| Bielorussia          | 5                 |
| Canada               | 88                |
| Corea del Sud        | 161               |
| Estonia              | 77                |
| Filippine            | 8                 |
| Hong Kong            | 11                |
| Indonesia            | 19                |
| Kazakistan           | 6                 |
| Moldavia             | 79                |
| Russia               | 5                 |
| Singapore            | 8                 |
| Stati Uniti          | 121               |
| Taiwan               | 8                 |
| Thailandia           | 12                |
| Ucraina              | 180               |

### Classifiche di fine anno
| Classifica (2024) | Posizione |
| ----------------- | --------- |
| Russia            | 107       |

## Date di pubblicazione
| Paese                 | Data             | Formato                      | Versione                         | Etichetta  | Nota   |
| --------------------- | ---------------- | ---------------------------- | -------------------------------- | ---------- | ------ |
| Mondo                 | 4 ottobre 2024   | Download digitale, streaming | Originale                        | Lloud, RCA | [ 9 ]  |
| Mondo                 | 8 ottobre 2024   | Download digitale, streaming | Esibizione dal vivo, strumentale | Lloud, RCA | [ 10 ] |
| Italia                | 11 ottobre 2024  | Contemporary hit radio       | Originale                        | Sony Italy | [ 11 ] |
| Stati Uniti d'America | 15 ottobre 2024  | Contemporary hit radio       | Originale                        | Lloud, RCA | [ 12 ] |
| Mondo                 | 29 novembre 2024 | Download digitale, streaming | Santa Baby remix                 | Lloud, RCA | [ 13 ] |